# Tornvakt
Tornvakt (även kallad tornväktare eller lurblåsare) var en tjänsteman i de flesta svenska städers förvaltning fram till 1900-talet. Tornvakten hade till uppgift att från ett av stadens torn, vanligtvis kyrktornen, hålla uppsikt över staden, främst nattetid efter eventuell brand eller annan fara som hotade. Vid upptäckt av fara, fiender eller brand användes klockklämtning som varningssignal. Olika antal klämtningar angav i vilket kvarter eller väderstreck faran hotade. Riktningen kunde också visas med en röd flagga eller fackla.

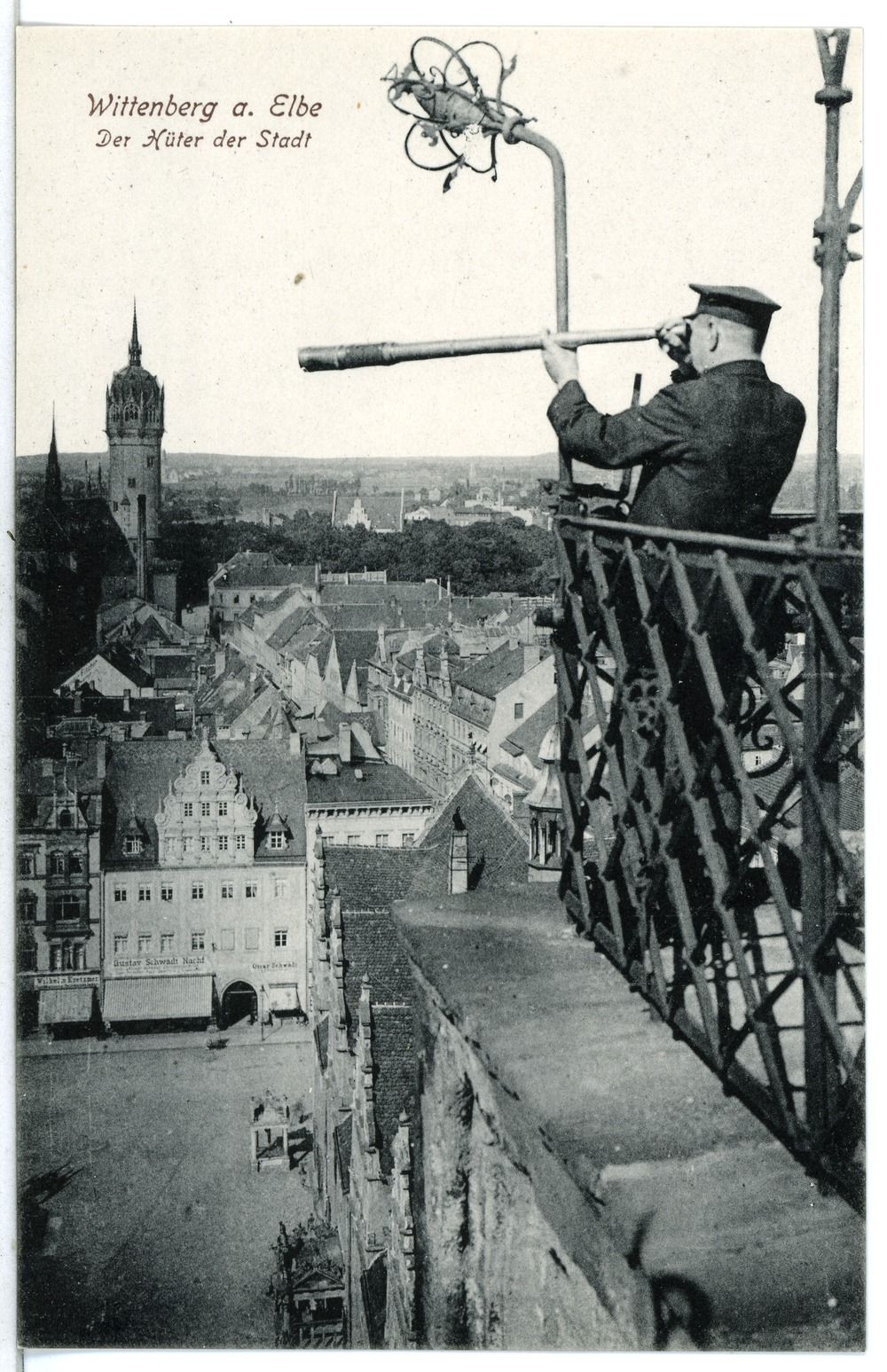
Tornväktare i Wittenberg, 1911.

Ofta använde tornvakten en längre lur eller ett horn för att ge en enklare dov trumpetsignal med jämna mellanrum, men minst 1 gång i timman under den mörka tiden av dygnet. Det skedde i samarbete med gatuväktaren-stadsvakten som patrullerade inne i staden, hade till uppgift att också meddela klockslagen under dygnets mörka timmar, ofta följt av en ramsa som ropades eller som ibland sjöngs. Till exempel: 
Klockan är 12 slagen – Gud bevare staden för eld och brand och fiendehand. 
Klockan är 12 slagen.
eller: Klockan är ett slagen – Guds härliga, milda och mäktiga hand bevare vår stad för eld och brand. Klockan är ett slagen (beroende på tid på natten)
Tornvakten hade då att svara med en hornstöt. Det var mest för att hålla uppsikt över varandra, att man skötte sin uppgift vilket inte alltid var fallet, som ex. vid Borås Stads andra stadsbrand, den 27 juli 1727, då båda tornväktarna i kyrktornet hade somnat och under stort besvär fick väckas av stadens gatuväktare.
Många kyrktorn i Sverige har än idag bevarade utrymmen för tornvakten.
I Sankta Maria kyrkas torn i Ystad tjänstgör fortfarande en tornvakt, som varje natt hörs när han använder sin lur för att varje kvart under några timmar meddela att allt är i sin ordning. Traditionen startade vid mitten av 1700-talet, idag blåser man endast tidgivningen mellan 21:15 och 01:00. Tornvakten har bevarats där som ett pittoreskt inslag i stadsmiljön och i stadens kulturminnesvård. 
I stort sett alla städer i Centraleuropa hade tornvakter, i Krakow i Polen finns tornvakten kvar som ett kulturellt inslag. Varje dag spelas en trumpetmelodi som hastigt bryts mitt i en ton, detta för att hedra den tornvakt som blev skjuten och dödad med en pil i samband att staden blev anfallen på 1200-talet.